# David Krmpotich
David Krmpotich   (Duluth, 20 d'abril de 1955) és un remer estatunidenc, ja retirat, que va competir durant les dècades de 1980 i 1990.
El 1988 va prendre part en els Jocs Olímpics d'Estiu de Seül, on guanyà la medalla de plata en la prova del quatre sense timoner del programa de rem.
En el seu palmarès també destaca una medalla de bronze al Campionat del món de rem de 1986 i una de plata als Jocs Panamericans de 1991.